# Abe Katsuyoshi
Abe Katsuyoshi (阿部勝宝?)(?-1582) fue un sirviente del clan Takeda japonés durante el período Sengoku en el siglo XVI, sirvió bajo las órdenes de Takeda Katsuyori. Katsuyoshi comenzó como ayudante, pero rápidamente fue ascendido a general. Al poco tiempo de esto, comenzó a servir a Katsuyori. Katsuyoshi fue uno de los pocos hombres que mantuvieron la lealtad a Katsuyori, hasta que ambos murieron en Temmokuzan en 1582, cuando las fuerzas de Takeda fueron completamente destruidas.
- Datos: Q5654840